# Diego Osorio
Diego León Osorio Rendón (21 luglio 1970) è un ex calciatore colombiano, di ruolo difensore. Ha giocato in nazionale di calcio colombiana per quattro anni.

## Carriera

### Club
Debutta con l'Independiente Medellín a 19 anni, giocando prevalentemente nell'Atlético Nacional

### Nazionale
Ha partecipato ai Mondiali Under-20 del 1989.
Ha partecipato alle Copa América 1991 e 1993 e a Barcellona 1992.

## Palmarès

### Club

#### Competizioni nazionali
- Campionato colombiano: 2

Atlético Nacional: 1991, 1994

#### Competizioni internazionali
- Coppa Interamericana: 1

Atlético Nacional: 1995